# Концерт для фортепіано з оркестром № 4 (Моцарт)
Концерт для фортепіано з оркестром № 4 Соль мажор (KV 41) Вольфганга Амадея Моцарта написаний 1767 року у Зальцбурзі.
Складається з трьох частин:
1. Allegro
2. Andante
3. Molto Allegro